# Vöran
Vöran (Italiaans: Verano) is een gemeente in de Italiaanse provincie Zuid-Tirol (regio Trentino-Zuid-Tirol) en telt 890 inwoners (31-12-2004). De oppervlakte bedraagt 22 km², de bevolkingsdichtheid is 40 inwoners per km².

## Geografie
Vöran grenst aan de volgende gemeenten: Burgstall, Hafling, Mölten, Meran, Sarntal.